# Płaca
Płaca (z łac. pensio, inne nazwy wynagrodzenie, pensja, zapłata, gratyfikacja) – ogół wydatków pieniężnych i innych świadczeń wypłacanych pracownikom z tytułu zatrudnienia w podmiocie gospodarczym. Obejmuje wypłaty pieniężne, inne świadczenia oraz wartość tzw. świadczeń w naturze (towary, materiały, usługi itp.) lub ekwiwalenty wypłacane pracownikom lub innym osobom fizycznym przez pracodawcę za wykonaną na jego rzecz pracę.
Wynagrodzenia są kosztem pracy. Są mniej elastyczne niż ceny, w szczególności rzadko ulegają obniżeniu w sytuacji spadku popytu na pracę lub wzrostu podaży pracy. Ta tzw. sztywność wynagrodzeń może być przyczyną bezrobocia.

## Prawo międzynarodowe
Konwencja MOP Nr 95 o ochronie płacy z 1 lipca 1949 r. ustanawia, że zarobki powinny być wypłacane w regularnych odstępach czasu (art. 12), zabrania takich sposobów wypłaty, które pozbawiają pracownika istotnej możliwości porzucenia pracy. Zabrania też by pracodawca ograniczał w jakikolwiek sposób wolność pracownika w dysponowaniu swą płacą (art. 6). W razie upadku przedsiębiorstwa pracownicy w nim zatrudnieni mają być traktowani jako wierzyciele uprzywilejowani, ich roszczenia mają pierwszeństwo (art. 11). Zabronione jest wypłacanie w środkach odurzających (art. 4) lub dokonywanie wypłaty w sklepach sprzedaży takich środków (art. 13).
Postanowienia te uzupełnia Konwencja nr 173 dotycząca ochrony roszczeń pracowników w wypadku niewypłacalności pracodawcy z 3 czerwca 1992 r. Konwencja nr 100 z 29 czerwca 1951 gwarantuje jednakowe wynagrodzenie dla pracujących mężczyzn i kobiet za pracę jednakowej wartości. O prawie do godziwego wynagrodzenia mówi także Powszechna Deklaracja Praw Człowieka w art. 23 oraz Międzynarodowy Pakt Praw Gospodarczych, Społecznych i Kulturalnych w art. 7.

## Wysokość wynagrodzenia
Wysokość wynagrodzenia jest ustalana przy zawieraniu umowy, a więc przed wykonaniem pracy lub dzieła. Wynagrodzenie obciążone jest podatkiem dochodowym oraz składkami ubezpieczeń społecznych, dlatego rozróżnia się:
- płacę brutto – jest to łączna kwota wynagrodzenia uwzględniająca obciążenia podatkowe i składki na ubezpieczenia społeczne (w części płaconej przez pracownika);
- płacę netto – jest to kwota wynagrodzenia brutto pomniejszona o kwotę należnego podatku dochodowego oraz składek ubezpieczeniowych (w części płaconej przez pracownika).

Wysokość wynagrodzenia jest uzależniona od wielu czynników. Na wysokość wynagrodzenia wpływają czynniki z makrootoczenia, takie jak poziom rozwoju gospodarczego kraju i regionu, regulacje prawne, sytuacja na rynku pracy oraz pozycja związków zawodowych i organizacji pracodawców. Wysokość płacy wynika również z cech organizacji, w której pracownik jest zatrudniony: branży, jej sytuacji finansowej, technologii wytwarzania oraz kultury organizacyjnej. Istotny wpływ mają także charakterystyki pracownika: jego wykształcenie, umiejętności, pełnione role oraz osiągane wyniki.

## Płaca w Polsce

### Minimalna płaca
Od 1 stycznia 2021 roku minimalna płaca pracownika zatrudnionego na umowę o pracę zwiększyła się o 200 zł i wynosi 2800 zł brutto. Minimalna stawka za godzinę pracy, która dotyczy osób zatrudnionych na zlecenie lub umowę o świadczenie usług, wynosi 18,30 zł brutto.

### Rodzaje i składniki wynagrodzeń
Z punktu widzenia pracodawcy wynagrodzenia dzielą się na:
- wynagrodzenia osobowe – wynikające z tytułu umowy o pracę,
- wynagrodzenia bezosobowe – wynikające z tytułu umowy o dzieło, zlecenia lub agencyjnej.

Na wynagrodzenia osobowe składają się:
- wynagrodzenie zasadnicze,
- dopłaty (premie, wynagrodzenie za pracę w godzinach nadliczbowych, dodatek stażowy, dodatek funkcyjny, dodatek za pracę w warunkach szkodliwych itp.),
- płace uzupełniające (za czas nieprzepracowany np. wynagrodzenie za czas choroby),
- ekwiwalenty za niewykorzystany urlop.

Do wynagrodzeń nie zalicza się w rozumieniu przepisów:
- świadczeń wypłacanych ze środków ZUS,
- ekwiwalentów (np. za odzież roboczą, używanie własnych samochodów itp.),
- kosztów podróży służbowych,
- wypłat z tytułu projektów wynalazczych i racjonalizatorskich.

### Potrącenia od wynagrodzeń
Z ustalonego w umowie wynagrodzenia brutto są obligatoryjnie potrącane różne elementy, w zależności od rodzaju zawartej umowy oraz kilku innych warunków:
| Tytuł potrącenia                                                              | Tytuł potrącenia                                 | Umowa o pracę                                      | Umowa zlecenie i agencyjna                                                              | Umowa o dzieło                                                                                  |
| ----------------------------------------------------------------------------- | ------------------------------------------------ | -------------------------------------------------- | --------------------------------------------------------------------------------------- | ----------------------------------------------------------------------------------------------- |
| zaliczka na podatek dochodowy od osób fizycznych                              | zaliczka na podatek dochodowy od osób fizycznych | według skali podatkowej                            | według skali podatkowej pomniejszone o 20% zryczałtowanych kosztów uzyskania przychodów | według skali podatkowej pomniejszone o 20% lub 50% zryczałtowanych kosztów uzyskania przychodów |
| składki na ubezpieczenia                                                      | emerytalne                                       | zawsze                                             | uwarunkowane                                                                            | jeśli umowę zawarto z własnym pracownikiem                                                      |
| składki na ubezpieczenia                                                      | rentowe                                          | zawsze                                             | uwarunkowane                                                                            | jeśli umowę zawarto z własnym pracownikiem                                                      |
| składki na ubezpieczenia                                                      | chorobowe                                        | zawsze                                             | uwarunkowane                                                                            | jeśli umowę zawarto z własnym pracownikiem                                                      |
| składki na ubezpieczenia                                                      | zdrowotne                                        | częściowo potrącane z zaliczki podatku dochodowego | częściowo potrącane z zaliczki podatku dochodowego                                      | jeśli umowę zawarto z własnym pracownikiem                                                      |
| inne potrącenia obowiązkowe wynikające z tytułów egzekucyjnych i wykonawczych |                                                  |                                                    |                                                                                         |                                                                                                 |

Potrącenia dobrowolne dotyczą wynagrodzeń wypłacanych z tytułu umowy o pracę. Pracownik musi na nie złożyć pisemną zgodę. Do takich potrąceń należą np. składki na ubezpieczenie grupowe, składki na związki zawodowe, kluby sportowe, wpłaty do kasy zapomogowo-pożyczkowej itp.

### ZUS – stopy procentowe
Stopa procentowa składek na ubezpieczenia jest zróżnicowana dla poszczególnych płatników składek. Wysokość stopy procentowej składek obowiązujących w 2017 roku:
| Rodzaj składki | Wartość % | Obciąża:                                   | Obciąża:                                             |
| -------------- | --------- | ------------------------------------------ | ---------------------------------------------------- |
| Rodzaj składki | Wartość % | zatrudnionego z kwoty brutto wynagrodzenia | pracodawcę niezależnie od kwoty brutto wynagrodzenia |
| Emerytalna     | 19,52%    | Połowa (19,52% / 2)                        | Połowa (19,52% / 2)                                  |
| Rentowa        | 8%        | 1,5%                                       | 6,5%                                                 |
| Chorobowa      | 2,45%     | 2,45%                                      | 0%                                                   |
| Wypadkowa      | 1,80%     | 0%                                         | 1,80%                                                |
| Zdrowotna      | 9%        | Naliczana 9%                               | 0%                                                   |
| Zdrowotna      | 9%        | Odliczana od podatku 7,75%                 | 0%                                                   |
| Fundusz Pracy  | 2,45%     | 0%                                         | 2,45%                                                |
| FGŚP           | 0,1%      | 0%                                         | 0,1%                                                 |
| FEP            | 1,5%      | 0%                                         | 1,5%                                                 |

- Z tytułu prawidłowej wypłaty świadczeń chorobowych wypłacającemu przysługuje wynagrodzenie w wartości 0,1% wypłacanych kwot.

#### Przykład
Przykładowe obliczenie wynagrodzenia z tytułu umowy o pracę dla pracownika, który nie dojeżdża do pracy do innej miejscowości i przysługuje mu odliczenie ulgi podatkowej, według parametrów obowiązujących w 2017 roku:
| Opis                                                                                    | Kwota      | %     |
| --------------------------------------------------------------------------------------- | ---------- | ----- |
| Wynagrodzenie brutto                                                                    | 2000 zł    | 100,0 |
| Składka ubezpieczenia emerytalnego (9,76%)                                              | 195,20 zł  |       |
| Składka ubezpieczenia rentowego (1,50%)                                                 | 30 zł      |       |
| Składka ubezpieczenia chorobowego (2,45%)                                               | 49 zł      |       |
| Razem składki ubezpieczeń społecznych                                                   | 274,20 zł  |       |
| Podstawa naliczenia składki ubezpieczenia zdrowotnego                                   | 1725,80 zł |       |
| Składka ubezpieczenia zdrowotnego (9%)                                                  | 155,32 zł  |       |
| Zaliczka na podatek dochodowy po umniejszeniu o część składki ubezpieczenia zdrowotnego | 111 zł     |       |
| Wynagrodzenie netto                                                                     | 1459,48 zł | 73    |
| Potrącenia (np. ubezpieczenie grupowe)                                                  | 30 zł      |       |
| Kwota do wypłaty                                                                        | 1429,48 zł | 71    |